# Szent Imre-kertváros
Szent Imre-kertváros (/ˈsɛntˈimɾɛˈkɛɾtvaːɾoʃ/) est un quartier situé dans le 18e arrondissement de Budapest.